# Rhodocybe
Родоцибе (Rhodocybe) — рід грибів родини Entolomataceae. Назва вперше опублікована 1926 року.

## Поширення та середовище існування
Ці гриби сапротрофні і більшість ростуть у землі, але деякі зустрічаються на деревині. 

## Практичне використання
Родоцибе усічений (Rhodocybe truncata), що зустрічається на Лівобережному Поліссі, — їстівний гриб, 4 категорії.

## Галерея

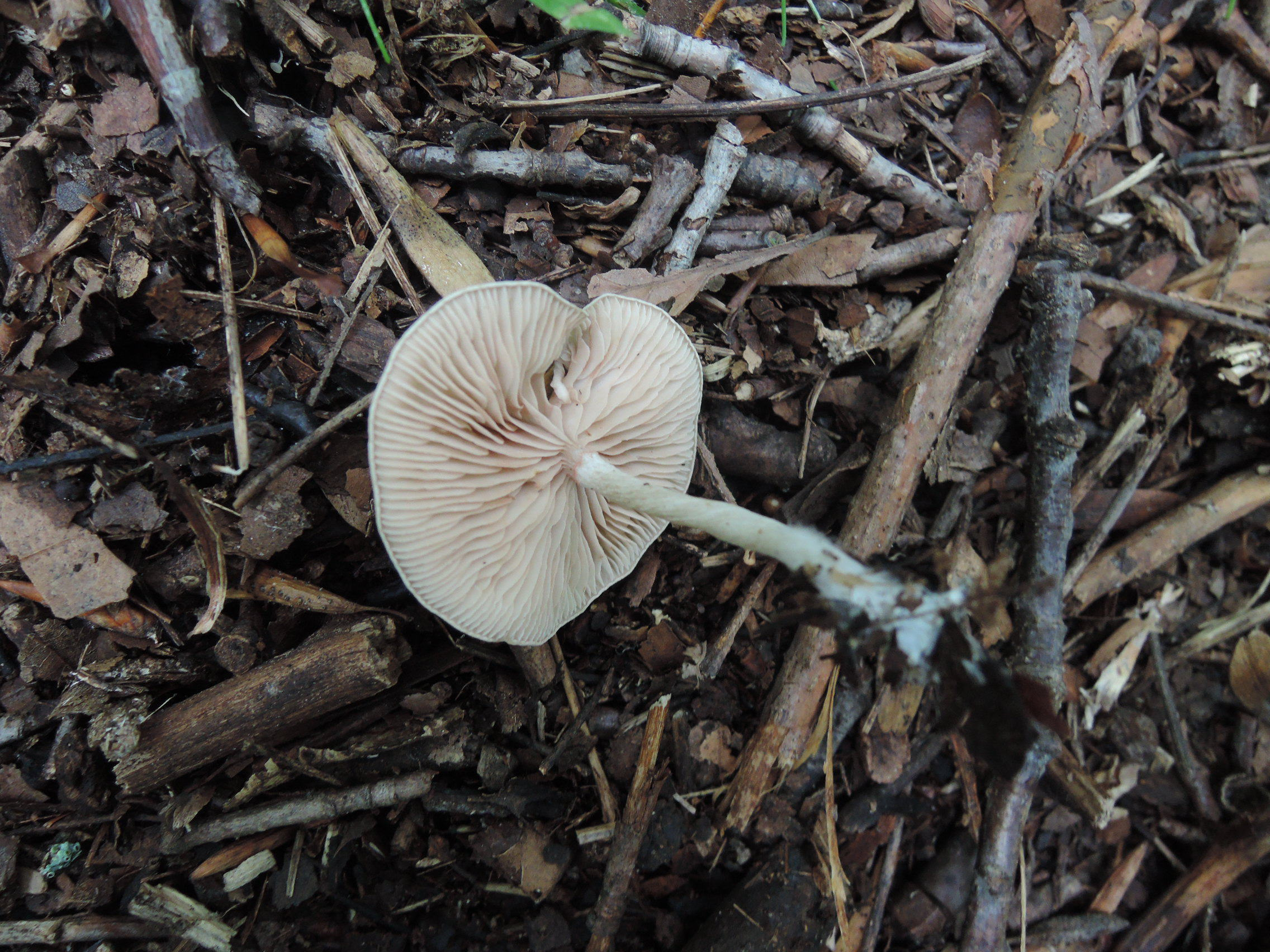
Rhodocybe hirneola
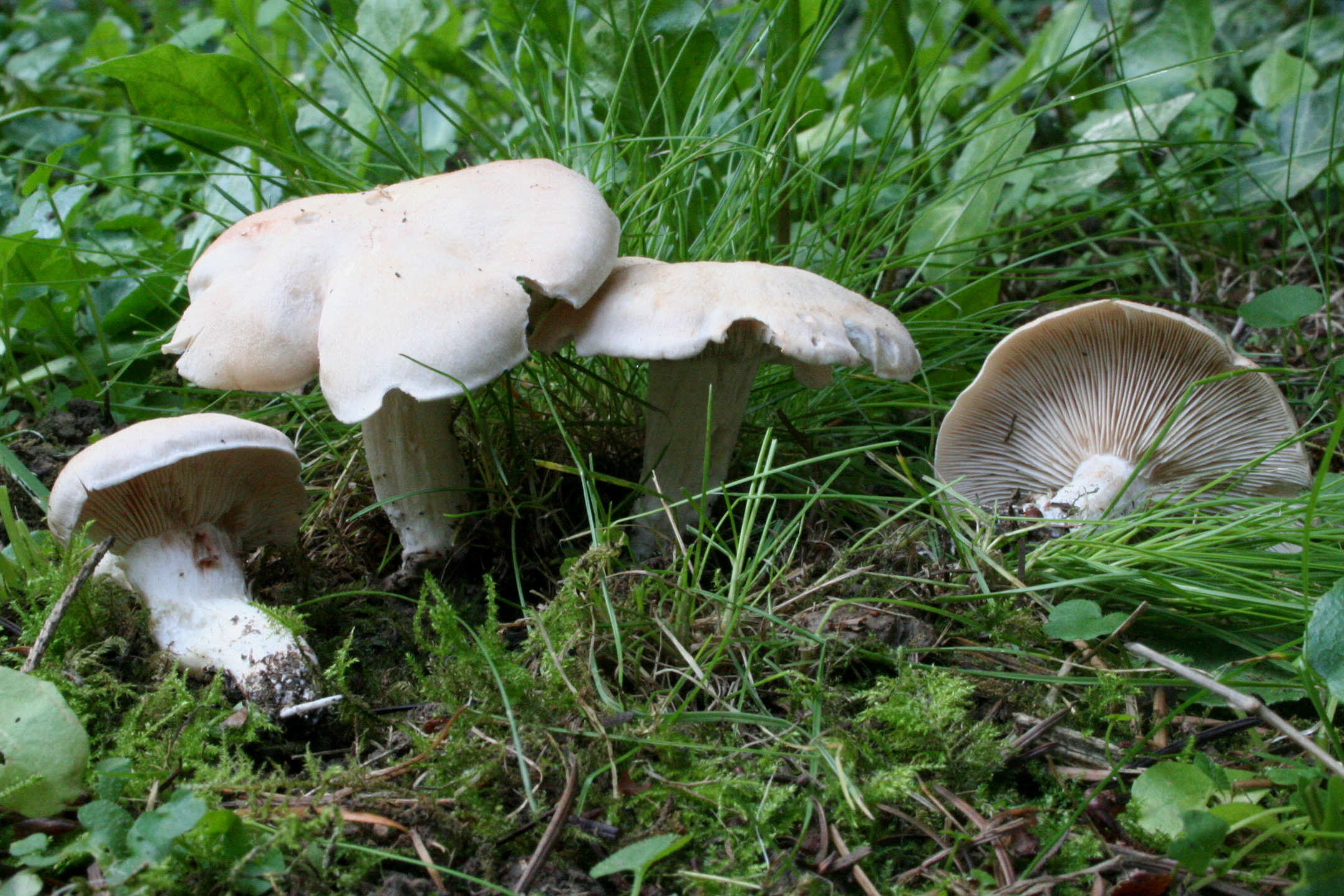
Rhodocybe gemina
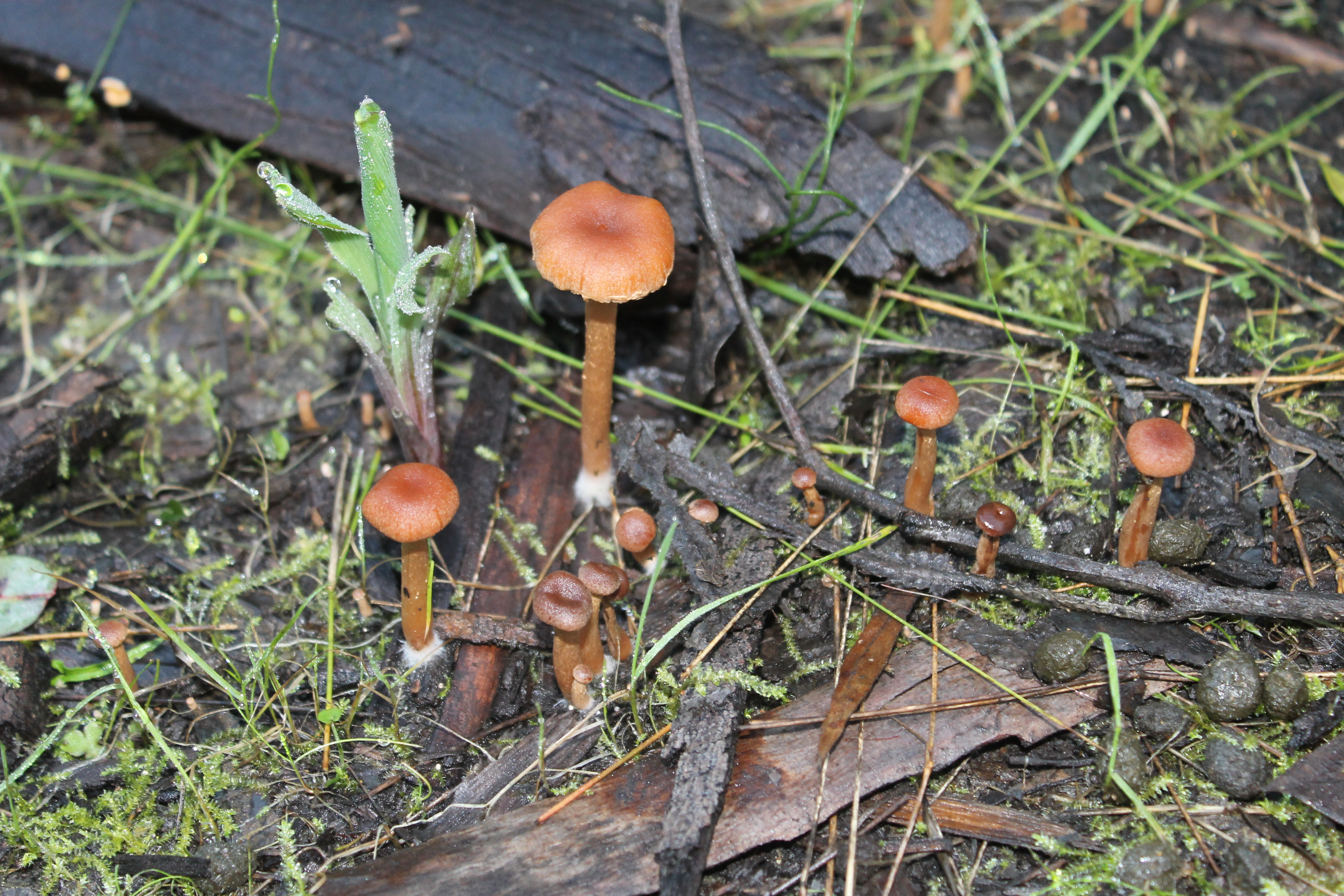
Rhodocybe collybioides
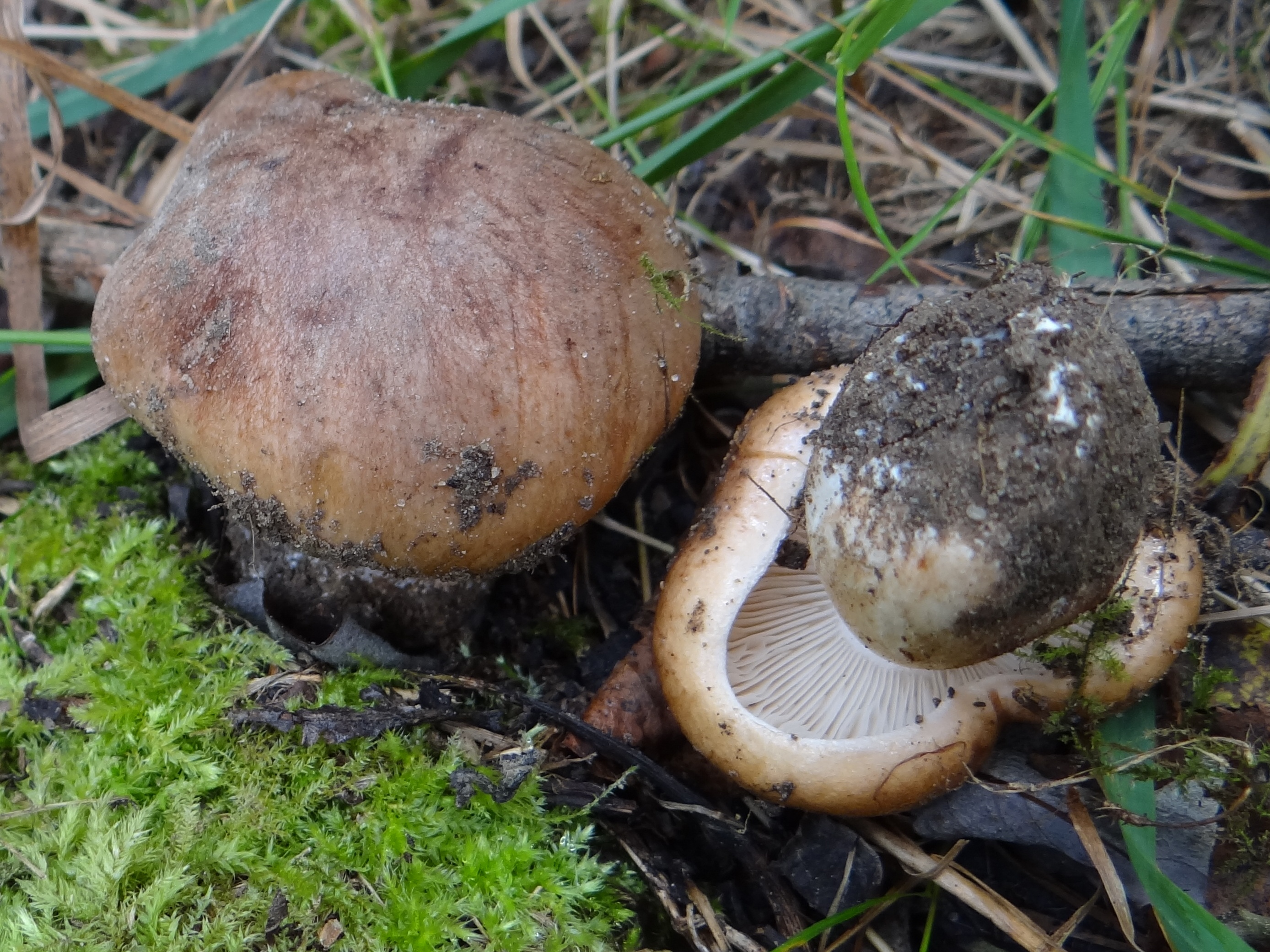
Rhodocybe truncata